# Helena Bartošová-Schützová
Helena Bartošová-Schützová, znana też jako Helena Bartošová (ur. 11 stycznia 1905 w Budapeszcie zm. 8 lutego 1981 w Rychnovie nad Kněžnou)  – słowacka śpiewaczka operowa, pochodzenia czesko-węgierskiego, sopranistka, ważna solistka Słowackiego Teatru Narodowego w Bratysławie, w którym pracowała w latach 1924–1964.
Uczyła się w Wyższej Szkole Sztuk Scenicznych w Bratysławie u Frico Kafendy i Josefa Egema. Po pierwszej, niewielkiej roli w Słowackim Teatrze Narodowym, w kolejnym roku zagrała wielką rolę w Madame Butterfly Giacoma Pucciniego. Tam poznała tenora Janko Blaho, którego poślubiła w 1929 roku. W 1942 roku rozwiedli się. Bartošová-Schützová wyszła ponownie za mąż, również za śpiewaka operowego, Emila Schütza. Pod koniec życia małżeństwo zamieszkało w Kostelcu nad Orlicí, gdzie pracowało jako nauczyciele. Bartošová-Schützová zagrała 145 ról. W 1968 roku rząd Czechosłowackiej Republiki Socjalistycznej nadał jej honorowy tytuł artysty narodowego.